# Umbrànics
Els umbrànics (en llatí Umbranici) van ser un poble gal o lígur de la Gàl·lia Narbonense que se sap per Plini el vell que es regien pel dret llatí (ius latii). No se sap d'on derivava aquest privilegi ni res més d'aquest poble que no torna a ser esmentat amb l'excepció de la Taula de Peutinger on apareix una ciutat anomenada Umbranica o Umbranicia.